# 12-Stunden-Rennen von Reims 1965

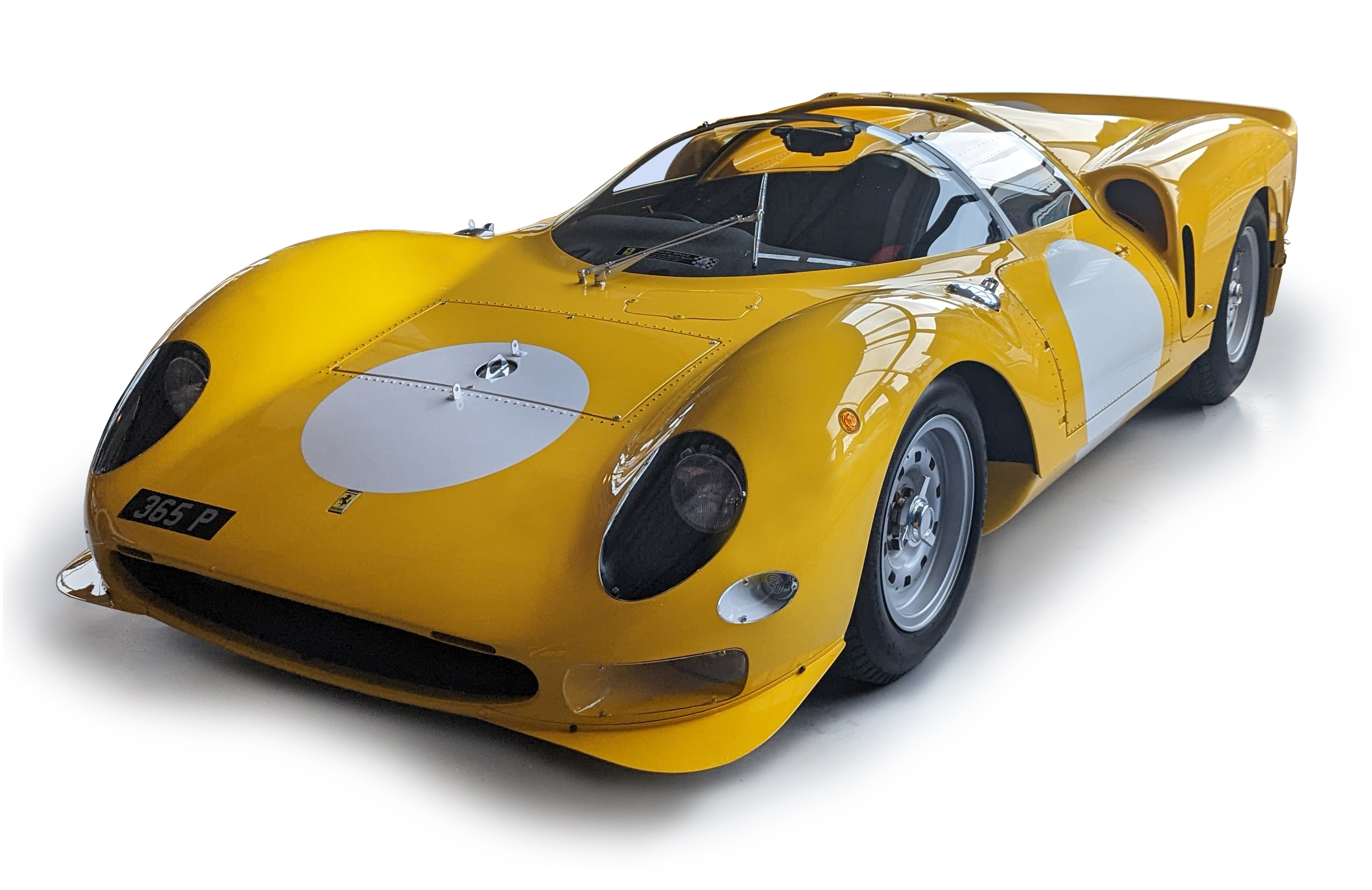
Siegerwagenmodell Ferrari 365P2

Das siebte  12-Stunden-Rennen von Reims, auch 12 Heures Reims, fand am 4. Juli 1965 auf der Rennstrecke von Reims statt und war der 13. Wertungslauf der Sportwagen-Weltmeisterschaft dieses Jahres.

## Das Rennen
Wie in den Jahren davor wurde auch das 12-Stunden-Rennen von Reims 1965 um Mitternacht gestartet und endete am Sonntag um 12 Uhr mittags. Trotz der Abwesenheit der Werksmannschaft waren die Ferrari-Prototypen die Favoriten auf den Gesamtsieg. 26 Fahrzeuge waren gemeldet, 22 davon gingen ins Rennen. Die schnellste Trainingszeit erzielte Pedro Rodríguez auf einem Ferrari 365P2 des North American Racing Teams. Im Rennen führte lange der Maranello-Concessionaires-330P, bei dem sich Graham Hill und Joakim Bonnier am Steuer ablösten. Nach 231 Runden musste dieser Wagen mit Kupplungsschaden abgestellt werden.
Den Gesamtsieg sicherten sich Pedro Rodríguez und Jean Guichet vor einem weiteren Ferrari, der von John Surtees und Mike Parkes gesteuert wurde. Der schnellste GT-Wagen war ein Shelby Cobra Daytona, der von Bob Bondurant und Jo Schlesser an die fünfte Stelle der Gesamtwertung pilotiert wurde.

## Ergebnisse

### Schlussklassement
| 1               | P + 3.0  | 3  | North American Racing Team   | Pedro Rodríguez Jean Guichet              | Ferrari 365P2         | 285 |
| 2               | P + 3.0  | 2  | Maranello Concessionaires    | John Surtees Mike Parkes                  | Ferrari 365P2         | 283 |
| 3               | P + 3.0  | 9  | Ecurie Francorchamps         | Willy Mairesse Jean Blaton                | Ferrari 250LM         | 280 |
| 4               | P + 3.0  | 8  | David Piper Auto Racing Team | David Piper Richard Attwood               | Ferrari 250LM         | 274 |
| 5               | GT + 3.0 | 26 | Shelby American Ltd.         | Bob Bondurant Jo Schlesser                | Shelby Cobra Daytona  | 270 |
| 6               | GT 2.0   | 45 | Don Moore                    | Paul Hawkins Mike de Udy                  | Porsche 904 GTS       | 262 |
| 7               | P 1.3    | 15 | Automobiles Alpine           | Lucien Bianchi Henri Grandsire            | Alpine M65            | 249 |
| 8               | P 1.3    | 16 | Automobiles Alpine           | Jean Vinatier Roger Delageneste           | Alpine M64            | 244 |
| 9               | GT + 3.0 | 27 | Willment Racing Team         | Jack Sears John Whitmore                  | Shelby Cobra Roadster | 241 |
| 10              | GT 2.0   | 47 | Claude Barbier               | Claude Barbier André Potier               | Porsche 904 GTS       | 232 |
| 11              | P 1.3    | 17 | Automobiles Alpine           | Philippe Vidal Mauro Bianchi              | Alpine M64            | 223 |
| 12              | P 1.3    | 18 | Automobiles Alpine           | Guy Verrier Jacques Cheinisse             | Alpine M64            | 220 |
| 13              | GT 1.4   | 60 | Automobiles Alpine           | Robert Bouharde Pierre Monneret           | Alpine M63B           | 217 |
| Ausgefallen     |          |    |                              |                                           |                       |     |
| 14              | P + 3.0  | 1  | Maranello Conccesionaires    | Graham Hill Joakim Bonnier                | Ferrari 330P          | 231 |
| 15              | P + 3.0  | 5  | Iso Grifo Prototipi          | Pierre Noblet Mário de Araújo Cabral      | Iso Grifo A3C         |     |
| 16              | P + 3.0  | 6  | Iso Grifo Prototipi          | Jean de Mortemart Régis Fraissinet        | Iso Grifo A3C         |     |
| 17              | P + 3.0  | 10 | Ecurie Francorchamps         | Pierre Dumay Gustave Gosselin             | Ferrari 250LM         |     |
| 18              | P + 3.0  | 11 | Ecurie Francorchamps         | Gérard Langlois van Ophem Annie Soisbault | Ferrari 250LM         |     |
| 19              | GT + 3.0 | 25 | John Willment                | Frank Gardner Innes Ireland               | Shelby Cobra Willment |     |
| 20              | GT 3.0   | 35 | Peter Sutcliffe              | Peter Sutcliffe William Bradley           | Ferrari 250 GTO       |     |
| 21              | GT 3.0   | 36 | Peter Clarke                 | Peter Clarke Rollo Feilding               | Ferrari 250 GTO       |     |
| 22              | GT 3.0   | 37 | Ecurie Francorchamps         | Guy Ligier Allen Grant                    | Ferrari 250 GTO       |     |
| Nicht gestartet |          |    |                              |                                           |                       |     |
| 23              | P + 3.0  | 7  | Dick Protheroe               | Dick Protheroe Mike Salmon                | Ferrari 250 GTO       | 1   |

1 Unfall im Fahrerlager

### Nur in der Meldeliste
Hier finden sich Teams, Fahrer und Fahrzeuge, die ursprünglich für das Rennen gemeldet waren, aber aus den unterschiedlichsten Gründen daran nicht teilnahmen.
| Pos. | Klasse  | Nr. | Team                       | Fahrer          | Chassis       |
| ---- | ------- | --- | -------------------------- | --------------- | ------------- |
| 24   | P + 3.0 |     | Ford France                |                 | Ford GT40     |
| 25   | P + 3.0 |     | North American Racing Team | Nino Vaccarella | Ferrari 250LM |
| 26   | P + 3.0 |     | Ferrari                    |                 | Ferrari 330P2 |

### Klassensieger
| Klasse   | Fahrer          | Fahrer          | Fahrzeug             | Platzierung im Gesamtklassement |
| -------- | --------------- | --------------- | -------------------- | ------------------------------- |
| P + 3.0  | Pedro Rodríguez | Jean Guichet    | Ferrari 365P2        | Gesamtsieg                      |
| P 1.3    | Lucien Bianchi  | Henri Grandsire | Alpine M65           | Rang 7                          |
| GT + 3.0 | Bob Bondurant   | Jo Schlesser    | Shelby Cobra Daytona | Rang 5                          |
| GT 2.0   | Paul Hawkins    | Mike de Udy     | Porsche 904 GTS      | Rang 6                          |
| GT 1.3   | Robert Bouharde | Pierre Monneret | Alpine M63           | Rang 13                         |

### Renndaten
- Gemeldet: 26
- Gestartet: 22
- Gewertet: 13
- Rennklassen: 5
- Zuschauer: unbekannt
- Wetter am Renntag: kalt und trocken
- Streckenlänge: 8,301 km
- Fahrzeit des Siegerteams: 12:00:00,000 Stunden
- Gesamtrunden des Siegerteams: 285
- Gesamtdistanz des Siegerteams: 2365,454 km
- Siegerschnitt: 197,121 km/h
- Pole Position: Pedro Rodríguez – Ferrari 365P2 (#3) – 2:18,200 = 216,234 km/h
- Schnellste Rennrunde: John Surtees – Ferrari 365P2 (#2) – 2:17,900 = 216,705 km/h
- Rennserie: 9. Lauf zur Sportwagen-Weltmeisterschaft 1965